# Kybele
För asteroiden, se 65 Cybele.

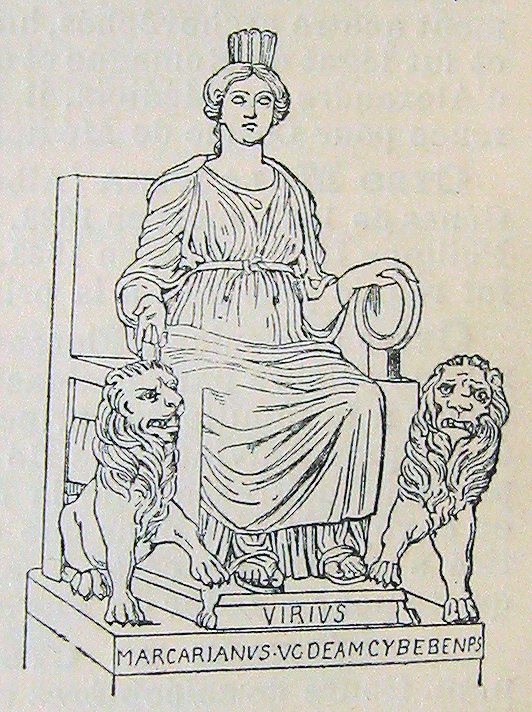
Kybele

Kybele är det grekiska namnet på den antika anatoliska modergudinnan. Hon var även känd som Matar och Ma, och kulten kring henne spreds senare runt Medelhavet. 

## Historik
Kulten av Kybele kan ha sina rötter i den neolitiska anatoliska kulturen. I Hacilar och Çatalhöyük har figuriner från tiden 7000–5000 f.Kr. återfunnits, med stora likheter med de senare avbildningarna av Kybele. I den frygiska kulten kallades gudinnan för Matar, modern, i den kappadokiska Ma, ibland med epitetet "Kubilieya". Detta epitet, som antas hänsyfta på berg, var kanske orsaken till det senare grekiska namnet Kybele. 
Kybelekulten spreds till Grekland och därifrån under den hellenistiska perioden runt Medelhavet. Den infördes i Rom 204 f.Kr. då det ansågs att gudinnan skulle kunna vara till hjälp i kriget mot Karthago. Kulten kom sedan att spridas i romarriket och bestod ända till dess riket kristnades. Kybele fick i romarriket ofta epitetet ”Gudars moder” eller "Stora modern", och själva namnet latiniserades till "Cybele". 
Kulten var misstrodd inom stora delar av den romerska intelligentian, huvudsakligen på grund av att den manliga delen av prästerskapet frivilligt kastrerade sig för att komma närmare gudinnan. De kvinnliga präster som också fanns i kulten, Sacerdos Matris Deum Magnae Idaeae, genomförde inga kroppsliga stympningar. Förebilden för kastreringen var en myt om att Kybeles unga partner, Attis, kastrerade sig som en självbestraffning för att han varit otrogen mot gudinnan. 
Mellan den 15 och 28 mars varje år hölls festivaler i Rom för att dyrka Kybele och Attis. Det var på en av dessa dagar, Dies Sanguinis, blodets dag, den 24 mars, som det antas att de blivande manliga prästerna kastrerade sig. Dagen efter genomfördes glädjeceremonier till Kybeles och Attis ära på Roms gator.
Den siste hedniske kejsaren, Julianus Apostata, hyllade Kybelekulten som en högstående och andlig kult och försvarade också den rituella kastreringen. Kyrkofadern Augustinus fördömde kulten hårt och hävdade att gudinnan inte var ”gudars moder” utan ”demoners moder”. Vid den tidpunkten var kulten redan förbjuden. På senare år har vissa nyhedniska grupper försökt återuppliva kulten av Kybele.